# Dicranomyia (Pseudoglochina) apicialba
Dicranomyia (Pseudoglochina) apicialba is een tweevleugelige uit de familie steltmuggen (Limoniidae). De soort komt voor in het Oriëntaals gebied.